# François Vallejo
François Vallejo, né au Mans en 1960, est un professeur de littérature et un écrivain.

## Biographie
Passionné par Claudel, puis par Louis-Ferdinand Céline, François Vallejo fait des études de lettres. Il devient professeur de lettres classiques au Havre et se met à la fin des années 1990 à écrire des romans.
En 2001, Madame Angeloso fait partie de la seconde sélection du prix Goncourt et est également retenu pour les prix Femina et Renaudot.
En 2006, est publié Ouest, son sixième roman. Unanimement salué par la critique, il est sélectionné dans la liste finale du prix Goncourt et pour le prix Renaudot. Il sera lauréat du prix Jean-Giono et du prix du Livre Inter.
Son roman, Hôtel Waldheim, paru en août 2018, a été sélectionné sur les deux premières listes du Goncourt.

## Œuvre
Tous ses livres sont publiés aux éditions Viviane Hamy :
- Vacarme dans la salle de bal (1998)
- Pirouettes dans les ténèbres (2000)
- Madame Angeloso (2001) – prix « roman » de France-Télévisions 2001
- Groom (2003) – prix des libraires et prix Culture et Bibliothèques pour tous 2004
- Le Voyage des grands hommes (2005) – Prix Pierre Mac Orlan 2005
- Ouest (2006) – prix du Livre Inter 2007
- Dérive (2007)
- L’Incendie du Chiado (2008)
- Les Sœurs Brelan (2010)
- Métamorphoses (2012)
- Fleur et Sang (2014)
- Un dangereux plaisir (2016)
- Hôtel Waldheim (2018)
- Efface toute trace (2020)
- La Delector (2022)
- Cet étrange dérangement (2025)